# Karl Schneider (Politiker, 1918)
Karl Schneider (* 30. Jänner 1918 in Bruck an der Leitha; † 9. Oktober 2003 in Baden) war ein österreichischer Kaufmann und Politiker (ÖVP). Schneider war Abgeordneter zum Landtag von Niederösterreich und von 1969 bis 1980 Landesrat in der Niederösterreichischen Landesregierung. 
Schneider absolvierte die Handelsakademie in Wien und versah zwischen 1938 und 1945 seinen Militärdienst, wobei er in amerikanische Kriegsgefangenschaft geriet. 1948 übernahm er den väterlichen Betrieb. Er handelte in der Folge beruflich mit Eisen- und Brennstoffen. Ihm wurde der Berufstitel Kommerzialrat verliehen.
Schneider war ab 1957 Mitglied des gewerblichen Berufsschulrates und wurde 1960 zum Obmann der Sektion Handel gewählt. Zwischen 1960 und 1978 war er Stadtrat und hatte diverse Kammerfunktionen inne. Schneider war 1965 Vizepräsident der Niederösterreichischen Handelskammer und hatte zwischen 1970 und 1977 das Amt des ÖVP-Bezirksparteiobmanns inne. 1972 war er zudem Landesgruppenobmann des Wirtschaftsbundes der ÖVP. Schneider vertrat die ÖVP vom 7. Dezember 1961 bis zum 24. November 1969 im Niederösterreichischen Landtag und hatte zwischen dem 20. November 1969 und dem 2. Oktober 1980 das Amt eines Landesrates in der Niederösterreichischen Landesregierung inne.